# Stefan Gaisreiter
Stefan Gaisreiter (ur. 10 grudnia 1947 w Murnau am Staffelsee) – niemiecki bobsleista reprezentujący RFN, brązowy medalista igrzysk olimpijskich i wielokrotny medalista mistrzostw świata.

## Kariera
Pierwszy sukces w karierze Stefan Gaisreiter osiągnął w 1969 roku, kiedy wspólnie z Wolfgangiem Zimmererem, Peterem Utzschneiderem i Walterem Steinbauerem wywalczył złoty medal w czwórkach podczas mistrzostw świata w Lake Placid. W tym samym składzie reprezentacja RFN zdobyła także brązowe medale na mistrzostwach świata w Cervinii (1971), igrzyskach olimpijskich w Sapporo (1972) oraz mistrzostwach świata w Lake Placid (1973). Brązowy medal zdobył także w dwójkach na rozgrywanych w 1977 roku mistrzostwach świata w Sankt Moritz, gdzie partnerował mu Manfred Schumann. Ostatnie sukcesy osiągnął podczas mistrzostw świata w Königssee w 1979 roku, zdobywając z Schumannem srebro w dwójkach, a wspólnie z Dieterem Gebhardem, Hansem Wagnerem i Heinzem Busche złoto w czwórkach. Brał także udział w igrzyskach olimpijskich w Grenoble w 1968 roku, gdzie reprezentanci RFN zajęli dziewiąte miejsce w czwórkach.